# Anna LaCazio
Anna LaCazio is een Amerikaans zangeres. In 1982 was zij mede-oprichter van de popgroep Cock Robin. Nadat de groep werd opgeheven in 1990, startte LaCazio een solocarrière. Ze werd in de jaren 90 actief als achtergrondzangeres. Het duurde tot 2009 voordat ze haar debuutalbum Eat life uitbracht. In 2006 kwamen LaCazio en zanger Peter Kingsbery weer bij elkaar en werd Cock Robin heropgericht. Er werden twee nieuwe albums opgenomen. In 2015 verliet LaCazio de groep nadat Kingsbery naar Frankrijk migreerde, waar hij een succesvol soloartiest was.